# Übermacht
Übermacht (с нем. — «Превосходство») — студийный альбом немецкой группы Terminal Choice, выпущенный в 2010 году. После четырёхлетнего перерыва группа заявляет о себе начальной песней «Мы вернулись!». Музыка альбома выдержана в стиле EBM.

## Список композиций

### Стандартное издание
Номер в каталоге лейбла: OUT 395
1. «We Are Back!» («Мы вернулись!») — 3:47
2. «Bad Trippin'» («Плохо обдолбаться») — 4:19
3. «Fight The System» («Борись с системой») — 4:04
4. «I’m Just A Boy» («Я просто мальчик») — 5:01
5. «Myspace Hero» («Герой MySpace») — 3:52
6. «Kommerz» («Коммерция») — 4:17
7. «Keine Macht» («Никакой власти») — 4:30
8. «Get Away» («Уйти») — 4:13
9. «I’m A Monster» («Я — монстр») — 4:46
10. «Bitch Like You» («Сука, как ты») — 3:56
11. «Free Again» («Снова свободна») — 29:13

### Лимитированное издание
Эксклюзивное издание выпущено в упаковке диджипак, дополнено бонусным диском номер OUT 396. Обложка отличается несколько другой раскраской. EAN издания: 4260158833967 (Германия)
1. «We Are Back! (Relapse)» («Мы вернулись») — 4:03
2. «To America» («В Америку») — 5:15
3. «I Kissed A Girl» («Я поцеловала девушку») — 3:04
4. «I’m A Monster (Remix By Battle Scream)» («Я — монстр») — 4:37
5. «Fight The System (Remix By Rabia Sorda)» («Борись с системой») — 5:07
6. «We Are Back (Electronic Body Mix)» («Мы вернулись») — 6:37
7. «We Are Back (JG Mix)» («Мы вернулись») — 3:43
8. «DSM 2010» («Чёрный человек 2010») — 4:56

Неожиданным номером программы стал бонус-трек «I Kissed A Girl» — кавер-версия на популярную песню поп-певицы Кэти Перри.

## Создание альбома

### Состав группы
- Chris Pohl
- Jens Gartner
- Gordon Mocznay
- Louis Manke

### Другие участники
- Mina Harker — дополнительный вокал «Keine Macht»
- Студия «Turnstyle Mastering», Берлин — мастеринг
- userdx.de Архивная копия от 29 сентября 2007 на Wayback Machine — дизайн

### Авторство композиций
- Chris Pohl (кроме «I Kissed A Girl»)
- Cathy Dennis, Katy Perry, Lukasz Gottwald, Max Martin («I Kissed A Girl»)